# Iavej
Iavej fou un estat tributari protegit de l'agència de Kathiawar, presidència de Bombai. Estava format per dos pobles. Els governants eren del clan sarvaijya dels rajputs. La població era de 977 habitants. Pagava tribut al Gaikwar de Baroda i al nawab de Junagarh.